# Anomma
Anomma é um gênero de insetos, pertencente a família Formicidae.

## Espécies
- Anomma nigricans